# Jaime Mendes
Jaime Mendes (nascido em 20 de agosto de 1913, falecimento desconhecido) foi um atleta de fundo português. Ele competiu na maratona nos Jogos Olímpicos de Verão de 1936.